# Luiz Virgilio Castro de Moura
Luiz Virgilio "Virgulino" Castro de Moura (Río de Janeiro, 23 de agosto de 1952) es un judoka brasileño retirado. Siete veces campeón nacional, representó a Brasil en los Juegos Olímpicos de Moscú 1980 y los Campeonatos Mundiales de 1981. Se le considera uno de los judokas brasileños más renombrados de la década de 1980.

## Biografía
Aprendiz de Georges Mehdi, Castro compitió durante varios años mientras servía en el ejército de Brasil. Amasó un gran número de victorias en campeonatos tanto dentro como fuera de Brasil, gnando siete veces el campeonato nacional en las categorías de medio y meio-pessado. En estas competencias derrotó tres veces al futuro medallista olímpico Aurélio Miguel, entre otros.
Más tarde fue elegido para la selección olímpica de Brasil, y representó a su país en los Juegos Olímpicos en Moscú en 1980, donde venció a Tsancho Atanasov y perdió ante Jean-Luc Rougé. Al año siguiente compitió en los Mundiales de Maastricht, donde tuvo un combate reñido con el legendario Yasuhiro Yamashita. Castro se retiró poco después y abrió un club de yudo, aunque lo cerró al poco tiempo para perseguir una carrera como empresario. En 2014, volvió para competir en los Campeonato del Mundo de Veteranos en Málaga, donde ganó la medalla de bronce de su categoría..
Luiz Virgilio es tío del también campeón de judo David Moura.